# Mychajło Chomiak
Mychajło Chomiak, ukr. Михайло Хом'як (ur. 12 sierpnia 1905 w Stroniatynie, zm. 16 kwietnia 1984 w Edmonton) – ukraiński prawnik, dziennikarz i redaktor prohitlerowskiej gazety w czasie II Wojny Światowej, po wojnie działacz społeczny i nacjonalistyczny w Kanadzie.
Ukończył Akademickie Gimnazjum we Lwowie, następnie Wydział Prawa Uniwersytetu Lwowskiego (1931). Doktor praw (Uniwersytet Jagielloński, 1942). Prowadził praktykę adwokacką w Sanoku.
Współpracował w wieloma redakcjami, m.in. „Meta”, „Ridna Szkoła”, „Diło” (1934–1939), antypolskiej gazety „Krakiwśki Wisti” (1940–1944), „Chołmska Zemlja”, „Ilustrowani Wisti” (1940–1941), „Weczirna Hodyna”.
W latach 1944–1948 na emigracji w Niemczech, następnie wyemigrował do Kanady. Redaktor „Encyklopedii ukrainoznawstwa” oraz gazety „Ukrajinski Wisti” w Edmonton (1981–1982).
Dziadek ministra finansów Kanady Chrystii Freeland, teść historyka Johna-Paula Himki.